# اندیس زنقلو (۱)
زنقلو(۱) یک اندیس فلزی است که در حوالی شهر بردسکن استان خراسان قرار دارد و مادهٔ معدنی موجود در آن، مس است.